# 5-ös busz (Eger)

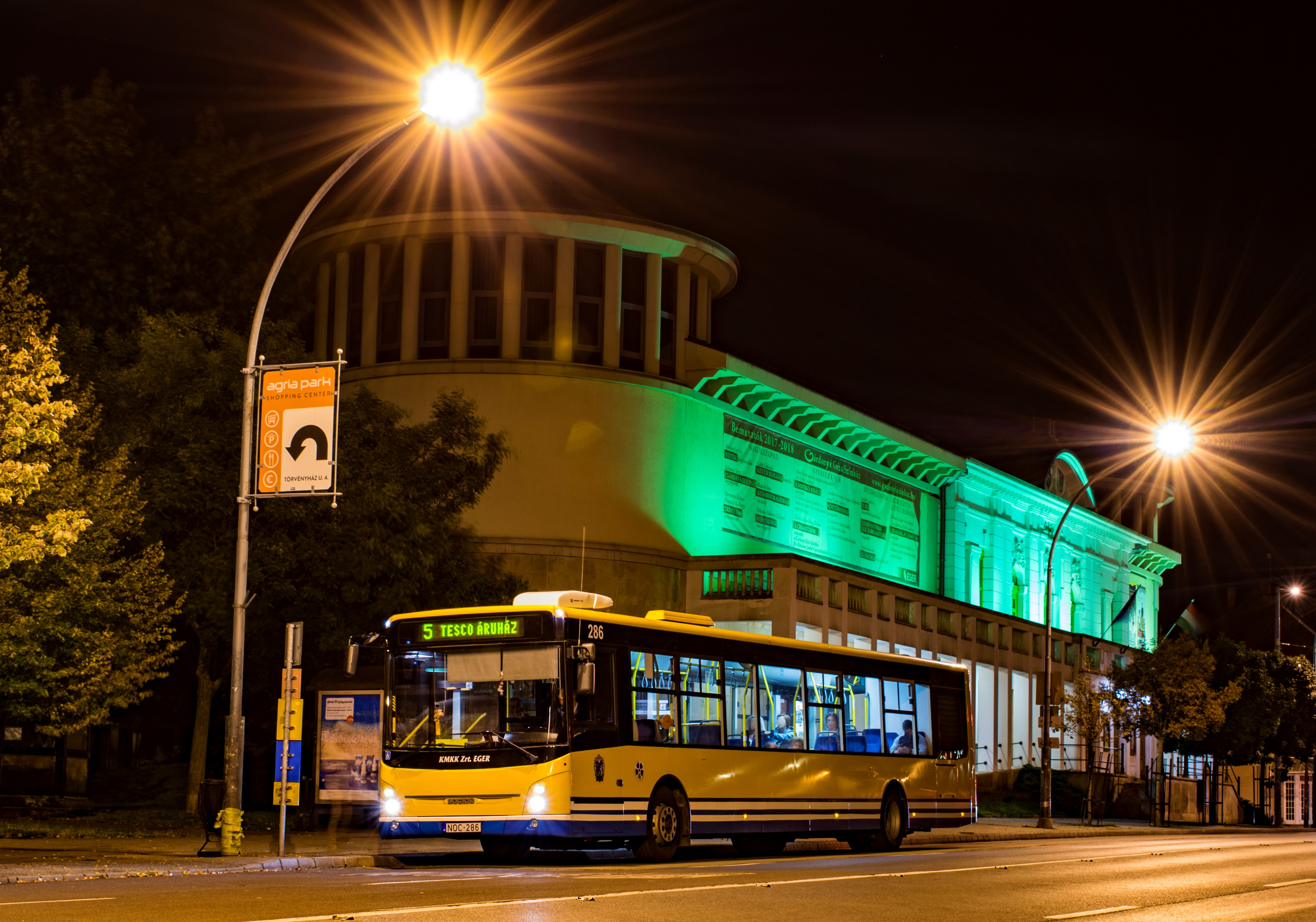
Ikarus V134-es az 5-ös busszal, terelés miatt a Gárdonyi Géza Színháznál

Az egri 5-ös jelzésű autóbusz a Tesco áruház és az Agroker között közlekedik. A viszonylatot a Volánbusz üzemelteti.

## Útvonala
| Agroker felé | Tesco áruház felé |
| --- | --- |
| Tesco áruház vá. – Cifrakapu utca – Olasz utca – Malomárok utca – Malom utca – Ráckapu tér – Széchenyi István utca – Csiky Sándor utca – Barkóczy utca – Törvényház utca – Eszterházy tér – Kossuth Lajos utca – Egészségház utca – Klapka György utca – Kertész utca – Kistályai út – Agroker vá. | Agroker vá. – Kistályai út – Kertész utca – Maklári út – Almagyar utca – Kossuth Lajos utca – Eszterházy tér – Törvényház utca – Barkóczy utca – Csiky Sándor utca – Széchenyi István utca – Malom utca – Malomárok utca – Olasz utca – Cifrakapu utca – Tesco áruház vá. |

## Megállóhelyei
Az átszállási kapcsolatok között a javarészt azonos útvonalon közlekedő 5A, 6-os, 16-os, 3405-ös, 3406 és 3414-es busz nincs feltüntetve.
| 5 (Tesco áruház – Agroker) |                         |          |                                                                               |
| Perc (↓)                   | Megállóhely             | Perc (↑) | Megállóhelyet érintő járatok                                                  |
| 0                          | Tesco áruház végállomás | 27       | 3A, 7, 12, 13, 112, 113                                                       |
| 1                          | Felsőváros              | 26       | 3, 3A, 12, 13, 112, 113                                                       |
| 3                          | Tiba utca               | 24       | 3, 3A, 12, 13, 112, 113                                                       |
| 5                          | Hőközpont               | 22       | 12, 13, 112, 113                                                              |
| 6                          | Malom út                | 20       | 7, 7A, 12, 112 Helyközi buszok                                                |
| 8                          | Tűzoltó tér             | 19       | 2, 2A, 7, 7A, 11, 12, 14, 14E, 112                                            |
| 10                         | Dobó Gimnázium          | 17       | 2, 2A, 7, 7A, 11, 12, 14, 14E, 112 Távolsági járatok                          |
| 12                         | Autóbusz-állomás        | 15       | 2, 2A, 4, 7, 7A, 11, 12, 14, 14E, 112, 3410 Helyközi buszok Távolsági járatok |
| 13                         | Bazilika                | ∫        | 2, 2A, 4, 7, 7A, 11, 12, 14, 14E, 112, 3410                                   |
| 14                         | Egyetem                 | 13       | 4 Helyközi buszok Távolsági járatok                                           |
| 16                         | Egészségház út          | ∫        | 4                                                                             |
| 17                         | Uszoda                  | ∫        | 4 Helyközi buszok Távolsági járatok                                           |
| ∫                          | Szarvas tér             | 11       | 4 Helyközi buszok                                                             |
| 19                         | Hadnagy utca            | 9        | 2, 2A, 3, 3A, 4 Helyközi buszok Távolsági járatok                             |
| 20                         | Homok utca              | 7        | 2, 2A, 3, 3A, 4 Helyközi buszok Távolsági járatok                             |
| 22                         | Tihaméri malom          | 6        | 2, 2A, 3, 3A, 4 Helyközi buszok                                               |
| 23                         | ZF Hungária Kft.        | 5        | 4, 112 Helyközi buszok Távolsági járatok                                      |
| 24                         | SCHÖN KAEV Kft.         | 3        | 4, 112 Helyközi buszok                                                        |
| 25                         | Losonczy-völgy          | 2        | 4, 112 Helyközi buszok                                                        |
| 26                         | Erzsébet-völgy          | 1        | 4, 112 Helyközi buszok Távolsági járatok                                      |
| 28                         | Agroker végállomás      | 0        | 4 Helyközi buszok Távolsági járatok                                           |